# Carnevale di Sciacca
Il Carnevale di Sciacca è una manifestazione carnevalesca che si svolge a Sciacca in provincia di Agrigento: è uno dei carnevali più importanti d’Italia, annoverato tra i Carnevali Storici dal Ministero per i Beni e Attività Culturali.

## Storia
A parlare per primo di esso fu, nel 1889, Giuseppe Pitrè che ne fece cenno nella sua opera Biblioteca delle tradizioni popolari siciliane.
Ma le origini del carnevale di Sciacca, città della provincia di Agrigento, risalgono ad un periodo molto più antico, forse all'epoca romana, quando venivano festeggiati i saturnali ed il loro re veniva sacrificato; o meglio, con più probabilità, al 1616 quando il viceré di Sicilia Pedro Téllez-Girón, III duca di Osuna, stabilì che l'ultimo giorno di festa tutti si dovevano vestire in maschera. Da annotare una rivalità in essere con il carnevale di Acireale (che viene citata per la prima volta in un documento ufficiale nel 1594).
Le prime manifestazioni sono ricordate come una festa popolare, in cui venivano consumate salsicce, cannoli e molto vino: il popolo si riversava per le strade, travestito in vari modi.
Successivamente furono fatti sfilare i primi carri addobbati alla meglio che portavano i mascherati sulle sedie in giro per le viuzze della città.
Negli anni venti del XX secolo comparvero le prime piattaforme addobbate, trascinate da buoi o cavalli, che portavano comitive in maschera che, seguite da piccole orchestrine improvvisate, recitavano in dialetto locale. Lo stufato, le salsicce ed il vino distribuito rappresentavano già un momento di incontro e di scambio fra compaesani.
Dopo la seconda guerra mondiale i carri vennero intitolati, iniziando a fare chiaro riferimento alle novità del progresso.
Stelle filanti e coriandoli incominciarono ad essere lanciati dai carri in movimento, creando un clima di festa, che invogliava i partecipanti a divenire i veri protagonisti di una gioia collettiva.
Dopo pochi anni ancora nacquero le prime Compagnie di rivista e vennero anche allestiti carri allegorici sempre più sofisticati che facevano riferimento a temi e personaggi locali in chiave satirica.

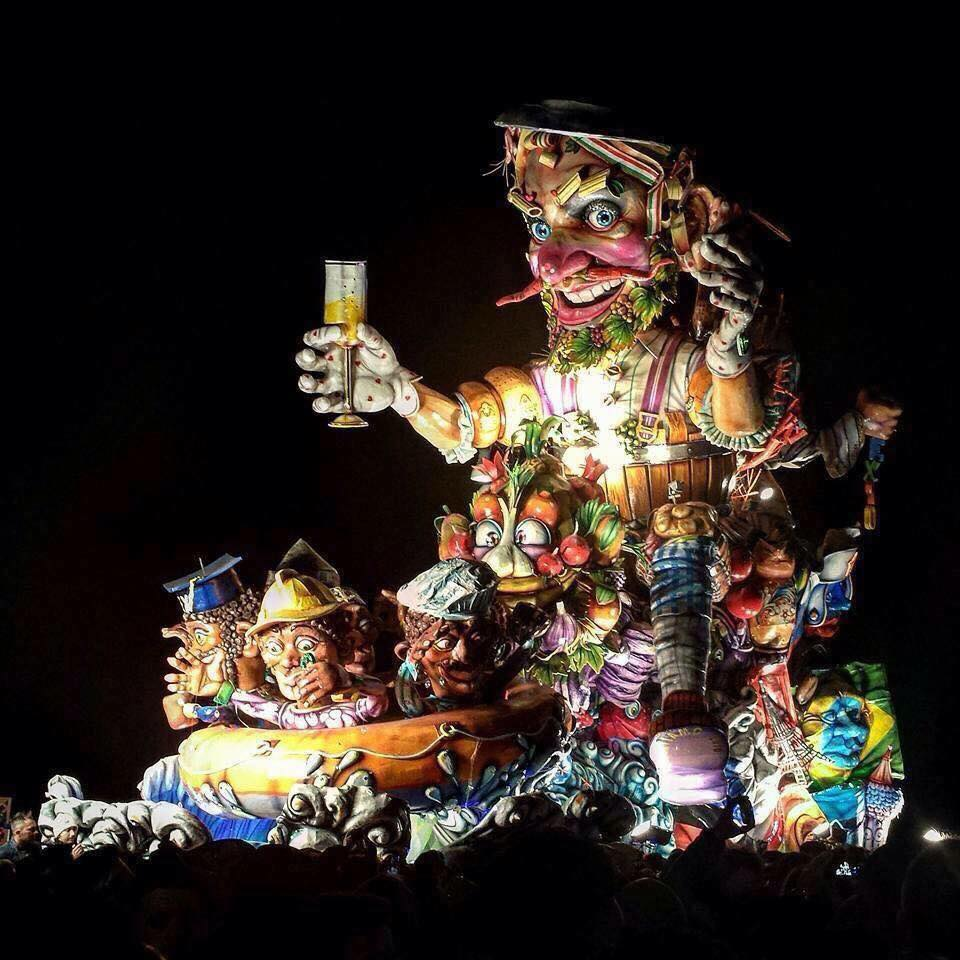
EXPOrtiamo, il carro vincitore del Carnevale di Sciacca 2016 (Ass. La Nuova Isola)

 Con la sperimentazione dell'amplificazione sonora, il carnevale di Sciacca si evolveva ancora di più così che cominciarono ad essere allestiti carri allegorici con figure sempre più grandi i cui movimenti divennero sempre più sofisticati. La satira politica locale cominciò a lasciare sempre più spazio a personaggi noti ad un più vasto pubblico, rappresentando anche temi di attualità toccanti argomentazioni di interesse nazionale.

### La preparazione dei carri

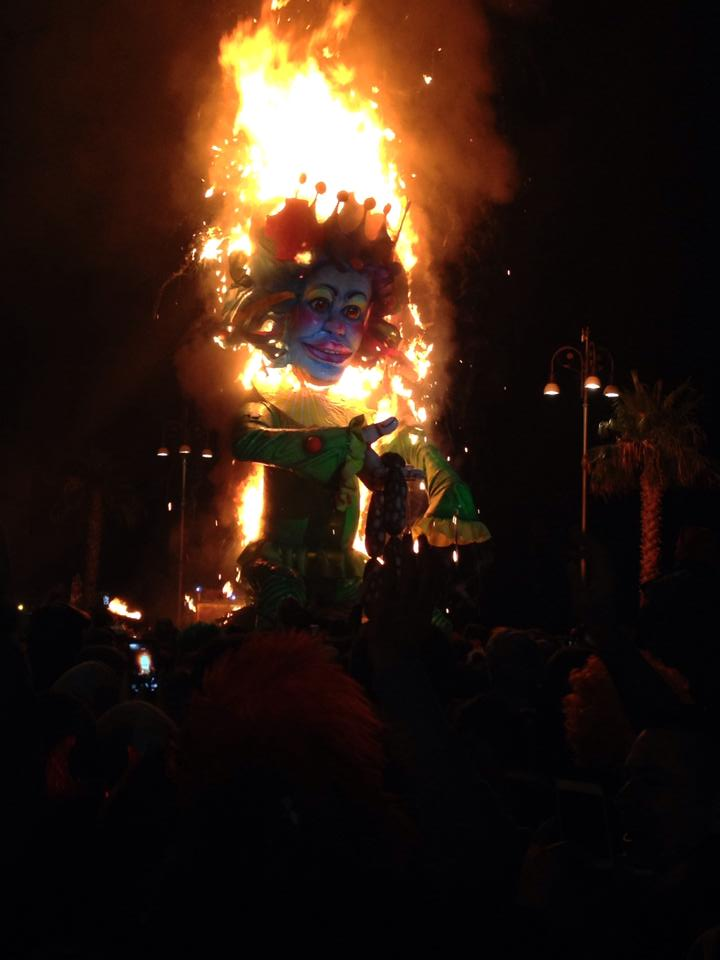
Momento del rogo del "Peppe Nappa" in piazza Angelo Scandaliato (Carnevale di Sciacca 2015).

I carri allegorici e i mini-carri, cui fanno seguito i relativi gruppi mascherati, vengono ideati, progettati e realizzati nei mesi antecedenti la festa, coinvolgendo, sin dai primi preparativi, numerosi abitanti del posto che, con grande spirito di abnegazione e passione, riescono a realizzare le opere in carta pesta, le coreografie dei gruppi di ballo e le recite con copioni originali utilizzando strutture messe a disposizione da privati appassionati (irrisolta è infatti la vicenda relativa alla realizzazione dei c.d. capannoni da parte dell’ente organizzatore).

La notte del giovedì è riservata agli ultimi montaggi: i carri vengono posti in ordine di sfilata lungo la strada del primo itinerario cittadino e vengono assemblati sul posto. 

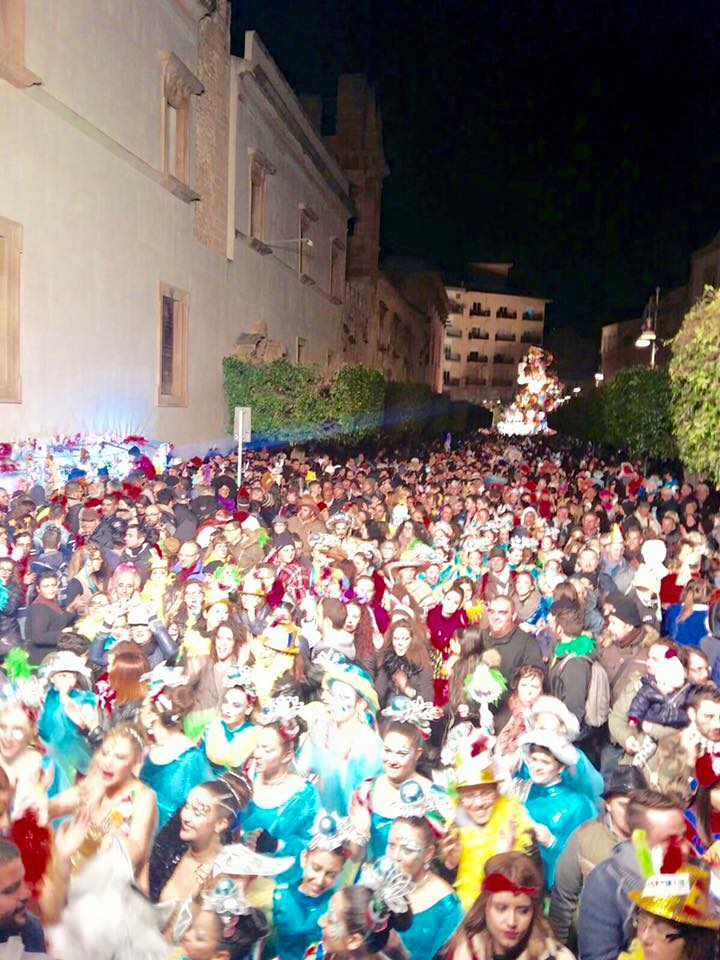
Balletti e sfilate dei carri allegorici per le vie della città (tratto dal Carnevale di Sciacca 2016)

Il giorno dell'inizio delle sfilate si seguono due tragitti nel centro storico di Sciacca. Le sfilate di regola vengono effettuate nei giorni di sabato (primo tragitto), domenica, lunedì e martedì (secondo tragitto) della settimana antecedente l'inizio della Quaresima.
Di solito il Carnevale inizia il giovedì grasso con la consegna simbolica delle chiavi della città al re del Carnevale Peppe Nappa, personaggio adottato dai saccensi come maschera locale che apre e chiude la festa.  Quando la manifestazione viene svolta nel circuito del centro storico la partenza del corteo dei carri, con in testa il carro di Peppe Nappa fuori gara, avviene dalla Piazza Friscia. Da quel momento il carro di Peppe Nappa, sfilando per le vie della città, inizia a distribuire vino e salsicce preparate sulla brace per tutta la durata del carnevale, fino a quando l'ultima sera del martedì grasso, accompagnato sotto le famose note dell'inno musicale, viene dato al rogo (bruciato) in piazza accompagnato da giochi pirotecnici.
Ogni anno i carri allegorici vengono preparati dalle singole associazioni che si impegnano anche nella realizzazione dei copioni (tematica e storia di ciascun carro allegorico) e nella creazione di inni musicali e balletti, gareggiando tra di loro. La sera del martedì grasso ciascuno dei vari carri con i relativi gruppi mascherati, dopo essersi esibiti (ripresi in diretta tv e radio dalle emittenti locali, vengono classificati da una giuria con un punteggio assegnato secondo vari criteri (struttura, movimento, inno musicale, copione, allegoria ecc.) in modo da decretare il vincitore dell'edizione.
Le edizioni del 2006-2007 e 2008 per la prima volta sono state svolte lungo le vie del quartiere Perriera, per poi tornare al centro storico dal 2009.
Dall'edizione del 2011, al posto del vino, viene distribuita aranciata per combattere il fenomeno dell'alcolismo.
Nelle edizioni 2023 e 2024 la manifestazione non si è svolta nel centro storico, ma nel circuito di Via Allende nel quartiere della Perriera.  Dall’edizione del 2023 le date di svolgimento scelte dall’organizzatore dell’evento hanno subito una variazione rispetto al calendario tradizionale: nel 2023 la manifestazione si è svolta nel circuito di Via Allende il 27 e 28 maggio e il 3 e 4 giugno 2023. L’edizione 2024 del Carnevale di Sciacca invece è iniziata martedì 13 febbraio e, dopo una breve sospensione, è ripresa nelle giornate del 16, 17 e 18 febbraio.
Il contributo portato dall'Istituto d'arte di Sciacca al carnevale locale - per testi, musiche, balletti, modelli, raffigurazioni, movimenti e coreografie - ha consentito che questi potesse competere con successo a livello nazionale e mondiale con molte altre rassegne analoghe.

### La maschera ufficiale del Carnevale di Sciacca
Il Peppe 'Nnappa è la maschera ufficiale del Carnevale di Sciacca: a lui ogni anno il Sindaco consegna simbolicamente le chiavi della città fino all’ultima sera di Carnevale, durante la quale il carro che rappresenta Peppe 'Nnappa viene bruciato sancendo la conclusione dei festeggiamenti. Questa maschera si è affermata in Sicilia nel XVI secolo con la nascita della commedia dell’arte. Venne adottata dalla città di Sciacca, negli anni Cinquanta, come maschera del suo antico Carnevale, per volere del senatore Giuseppe Molinari. Da allora viene rappresentato su un carro allegorico fuori concorso e apre la sfilata carnevalesca, diventando anche simbolicamente sindaco nei giorni dei festeggiamenti. Il destino del carro è, secondo anche una credenza pagana, il rogo di questi al centro della piazza intorno al popolo, che balla sulle note dell’inno Peppe 'Nnappa.
Le caratteristiche di Peppe 'Nnappa sono ben precise: è beffardo, pigro, ma anche capace di insospettabili salti e danze acrobatiche. È anche goloso e la sua fame è insaziabile: cibo e vino sono la sua passione. Il costume tipico è composto da una casacca e da calzoni verdi, entrambi molto ampi e troppo lunghi: indossa anche un cappellino di feltro bianco o verde su una calotta bianca.

## Albo d'oro
Di seguito sono elencati tutti i carri allegorici vincitori dal 1974 a oggi:
- 1974 - Il gatto con lo stivale (costruttore: Ignazio Russo)
- 1975 - Bacco, Tabacco e Venere (costruttore: Calogero Amico)
- 1976 - Gli italiani semu tutti indiani (costruttore: Calogero Amico)
- 1977 - Sciacca come a Rio (costruttore: Calogero Amico)
- 1978 - I pagliacci e l'ultima grande abbuffata (costruttore: Calogero Amico)
- 1979 - Lo Zingaro (costruttore: Pippo Venezia)
- 1980 - Cabaret (costruttore: Pippo Venezia)
- 1981 - Che civiltà d'Egitto (costruttore: Calogero Amico)
- 1982 - Il gioco dei mastodonti (costruttore: Calogero Amico)
- 1983 - SOS (costruttore: Antonio Bivona)
- 1984 - Facemu largu Ali...Babbaluci (costruttori: F.lli Soldano)
- 1985 - Tri maestri pi un scuncertu (costruttori: F.lli Perconte)
- 1986 - Il Grillo sparlante (costruttore: Gaetano Di Leo)
- 1987 - Pubblicità (costruttore: Eugenio Sclafani)
- 1988- L'Opera dei pupi (Associazione La Giara)
- 1989 - Scienza dove vai? (Associazione Carta e Colla)
- 1990 - Don Chisciotte '90 (Associazione Carta e Colla)
- 1991 - L'Orlando Furioso (Associazione La Giara)
- 1992 - W l'Italia del '93 (Associazione Saranno Famosi)
- 1993 - Sulle ali della fantasia (Associazione Nuova Arte '87)
- 1994 - Complimenti scupa nova (Associazione La Giara)
- 1995 - Il Sogno nel cassetto (Associazione Saranno Famosi)
- 1996 - L'isola che non c'è (Associazione Saranno Famosi)
- 1997 - Re Cansalamone (Associazione Saranno Famosi)
- 1998 - L'Invincibile Hercules (Associazione Michelangelo)
- 1999 - Pigghiati 'na pastigghia (Associazione Saranno Famosi)
- 2000 - E 100 di queste maschere (Associazione Smaniosa)
- 2001 - Ma sa chi sa...fari? (Associazione Smaniosa)
- 2002 - Ma quantu mi costi (Associazione Smaniosa)
- 2003 - ex aequo Tra il dire e il fare c'è di mezzo il mare (Ass. Quadrifoglio) e Mi son innamorato di Moreno (Associazione Smaniosa)
- 2004 - AAA primavera cercasi (Associazione Smaniosa)
- 2005 - Passaggio in India (Associazione Quadrifoglio)
- 2006 - Divina Tragedia (Associazione L'Isola dei pirati)
- 2007 - La differenza c'è (Associazione E ora li femmi tu)
- 2008 - Nelle mani di re scorpione (Associazione La nuova isola)
- 2009 - Fatta e rifatta (Associazione La nuova isola)
- 2010 - Casanova soddisfatte e rimborsate (Associazione Archimede)
- 2011 - Sicilia isula d'amuri (Associazione Smaniosa)
- 2012 e 2013 - Non organizzato
- 2014 - ex aequo Loro? Di Napoli (Associazione La nuova isola) e Pandora, l'ultima speranza (Associazione Saranno Famosi 2007)
- 2015 - Controvento (Associazione La Ragnatela)[3]
- 2016 - EXPOrtiamo (Associazione La nuova isola)
- 2017 - Raggi di luce (Associazione Saranno Famosi 2007)
- 2018 - L'ago della bilancia (Associazione Saranno Famosi 2007)
- 2019 - Andiamo a comandare (Associazione Archimede)
- 2020 - Volere volare (Associazione E ora li femmi tu)
- 2021 e 2022 - Non organizzato
- 2023 - Regeneration: l’arca della salvezza (Associazione Nuova Arte 96)
- 2024 - Le false verità  (Associazione La nuova isola)
- 2025 - Al cuor non si comanda (Associazione Quelli di ma che voice)